# EssilorLuxottica
EssilorLuxottica S.A. è una multinazionale italo-francese verticalmente integrata, con sede a Parigi e fondata il 1º ottobre 2018 a seguito della fusione tra l'italiana Luxottica e la francese Essilor. È tra i principali gruppi nella progettazione, produzione e commercializzazione di lenti oftalmiche, apparecchiature ottiche ed occhiali da vista e da sole.
La società è quotata alla Borsa Italiana ed all'Euronext Paris Stock Exchange e fa parte degli indici azionari CAC 40 (comprende le 40 società a maggior capitalizzazione negoziate alla Borsa di Parigi) e dell'Euro Stoxx 50 (comprende le 50 società a maggior capitalizzazione dell'Eurozona).

## Storia

### Nascita di Luxottica ed Essilor
Le origini di EssilorLuxottica risalgono al 1961 e 1972 quando nacquero rispettivamente Luxottica ed Essilor, le due società che si sono fuse.

#### Luxottica
Luxottica fondata ad Agordo nel 1961 e presente in oltre 150 paesi nel mondo, nel 2017 ha registrato un fatturato di circa 9,2 miliardi di euro. Suoi sono i marchi delle montature per occhiali da vista e da sole: Ray-Ban, Oakley, Vogue Eyewear, Persol, Oliver Peoples e Alain Mikli, mentre in licenza lavora per Giorgio Armani, Burberry, Chanel, Cuccinelli, Diesel, Dolce&Gabbana, Ferrari, Jimmy Choo, Michael Kors, Moncler, Prada, Ralph Lauren, Swarowsky, Tiffany & Co. e Gianni Versace.

#### Essilor
Essilor nata nel 1972 dalla fusione di Essel e Silor (aziende operanti nel settore delle lenti oftalmiche) che nel 2017 ha ottenuto un fatturato di circa 7,5 miliardi di euro, è stata presente in oltre 100 paesi distribuiti sui cinque continenti. Le sue attività sono state, in larga misura, concentrate sulla ricerca e sviluppo di lenti oftalmiche, con un budget annuale di quasi 200 milioni di euro di cui il 30% dedicato all'open innovation con 481 laboratori di prescrizione e 34 siti di produzione, oltre a numerosi centri di ricerca e sviluppo sparsi in tutto il mondo e a 3 centri di "Innovazione e tecnologia" a Parigi, Dallas e Singapore, dedicati alla progettazione di soluzioni tecnologiche all'avanguardia.

### Fusione tra Essilor e Luxottica
Dopo l'annuncio del 16 gennaio 2017 e aver ricevuto i via libera necessari delle Commissioni antitrust di Stati Uniti, Unione europea, Brasile, Canada e Cina, il 1º ottobre 2018 si è realizzata la fusione tra la società francese Essilor e quella italiana Luxottica, produttrici rispettivamente di lenti oftalmiche e occhiali da vista e da sole.
Essa è avvenuta mediante l'apporto di Delfin S.a.r.l. (la finanziaria di Leonardo Del Vecchio che era il precedente azionista di controllo di Luxottica) del 63,3% detenuto nella società italiana, in Essilor che ha avallato il conferimento, cambiando contestualmente la propria denominazione sociale in EssilorLuxottica. Delfin, con il 38,4%, è quindi diventata il principale azionista del nuovo gruppo.
Anche tutti gli altri azionisti di Luxottica, con un'OPS sulle restanti azioni, potranno ottenere 0,461 azioni di EssilorLuxottica per ogni azione italiana detenuta. Se tutti gli azionisti aderiranno all'offerta di scambio, Delfin scenderà al 31,4% e i dipendenti di Essilor al 4,1% di EssilorLuxottica, che diventerà così l'unico azionista di Luxottica S.p.A., mentre il flottante salirà al 64,5%.
Il 1º ottobre 2018 la fusione con la nascita di un colosso con 16 miliardi di euro di ricavi e 57 miliardi di capitalizzazione. Pochi mesi più tardi, il 20 marzo 2019, emerge la frizione tra Leonardo Del Vecchio e il vicepresidente Hubert Sagniéres: in un'intervista a Le Figaro l'imprenditore italiano accusa il socio francese di non rispettare gli accordi che assegnano pari poteri sulla governance dopo l'assunzione di quattro dirigenti in posti chiave effettuata da Sagniéres senza nessuna informazione e con i quali il socio francese dirige da solo la nuova società. Replica Sagniéres parlando di attacco infondato e accusando il socio italiano di voler prendere il controllo della società senza pagare un premio agli altri azionisti. Una settimana più tardi, il 25 marzo, la Delfin (holding della famiglia Del Vecchio) deposita domanda di arbitrato presso la Camera di Commercio Internazionale "per fare accertare le violazioni dell'accordo di combinazione del 2017". Tonfo in Borsa del titolo che dall'inizio della fusione ha già perso un quarto del suo valore.
Nel dicembre 2019 è stata scoperta un'attività fraudolenta in uno stabilimento Essilor in Thailandia. Sono state adottate misure correttive.
Il 18 dicembre 2020 cambiamento al vertice della società: Leonardo Del Vecchio e Hubert Sagnières lasciano tutte le cariche operative. Del Vecchio rimane presidente non esecutivo, Sagnières va in pensione ma rimane come vicepresidente non esecutivo. Tutti i poteri passano fino all'assemblea degli azionisti del 2021 a Francesco Milleri, voluto da Del Vecchio, e a Paul du Saillant: il primo come amministratore delegato, il secondo come vice amministratore delegato.
A luglio 2024 esce la notizia che EssilorLuxottica ha comprato Supreme per 1,5 miliardi di dollari. L'azienda cresce nel med-tech: acquisito l’80% della tedesca Heidelberg Engineer.
A maggio 2025 EssilorLuxottica acquisirà le cliniche oculistiche Optegra.

## Azionariato
- Delfin S.a.r.l. 32,2% (finanziaria lussemburghese di Del Vecchio)
- Giorgio Armani 2%
- Dipendenti di Essilor 4,3%
- Azioni proprie: 0,2%
- Flottante 61,7%

Dati aggiornati al 31 dicembre 2019

## Dati economici
Nel 2019 il gruppo ha registrato un fatturato di 17,39 miliardi e un utile di 1,9 miliardi (+9,2%). Nel 2020, anno della pandemia, i ricavi sono diminuiti a 14,4 miliardi, l'utile è calato a 855 milioni (flessione del 92%).

## Amministrazione

### Modello di amministrazione
Il presidente esecutivo e il vicepresidente esecutivo di EssilorLuxottica hanno pari poteri.
Il consiglio di amministrazione si compone di 16 membri, di cui 8 designati da Essilor (incluso il vicepresidente esecutivo) e 8 da Delfin (incluso il presidente esecutivo).

### Consiglio di amministrazione
- Presidente esecutivo: Francesco Milleri (Ex vicepresidente esecutivo ed ex amministratore delegato di Luxottica)
- Vicepresidente esecutivo: Hubert Sagnières (Ex presidente ed ex amministratore delegato di Essilor)
- Consiglieri nominati da Essilor:
  - Léonel Ascencao Pereira
  - Juliette Favre
  - Bernard Hours (indipendente)
  - Annette Messemer (indipendente)
  - Olivier Pécoux
  - Jeanette Wong (indipendente)
  - Delphine Zablocki
- Consiglieri nominati da Luxottica:
  - Romolo Bardin
  - Giovanni Giallombardo
  - Sabrina Pucci (indipendente)
  - Francesco Milleri
  - Gianni Mion (indipendente)
  - Lucia Morselli (indipendente)
  - Cristina Scocchia (indipendente)